# Drawski Młyn (stacja kolejowa)
Drawski Młyn – stacja kolejowa w Drawskim Młynie, w województwie wielkopolskim, w Polsce.

## Ruch pasażerski
| Rok  | Wymiana pasażerska na dobę |
| ---- | -------------------------- |
| 2017 | 200-299                    |
| 2022 | 200-299                    |